# دارا محمد
دارا محمد (عربی: دارا محمد حبيب؛ زادهٔ ۱۶ ژوئیهٔ ۱۹۸۷) یک بازیکن فوتبال اهل عراق است.
وی همچنین در تیم ملی فوتبال عراق بازی کرده است.